# Corb marí de les Auckland
El corb marí de les Auckland (Leucocarbo colensoi) és un ocell marí de la família dels falacrocoràcids (Phalacrocoracidae) que habita penya-segats de les illes Auckland.